# 油坊
油坊（あぶらぼう）は、滋賀県や京都府に伝わる怪火、または亡霊。名称は、油を盗んだ僧侶がこれに化けたという伝承に由来する。

## 概要
滋賀県では、野洲郡欲賀村（現在は市町村合併により守山市欲賀町）に、晩春から夏にかけて油坊という怪火が現れたと伝えられており、比叡山の灯油を盗んだ僧侶が変化したものといわれた。このような怪火は、寛保時代の雑書『諸国里人談』によれば比叡山の西麓にも現れたという。
滋賀県愛知郡愛荘町の金剛寺では、油坊は油を手にした霊とされる。こちらにも野洲郡のものと似た伝承があり、寺に灯油を届ける役目を持つ僧侶が、遊ぶ金欲しさに灯油を盗んで金を作ったが、遊びに行く前に急病で命を落としてしまい、それ以来、寺の山門に霊となって現れるようになったという。

## 類話

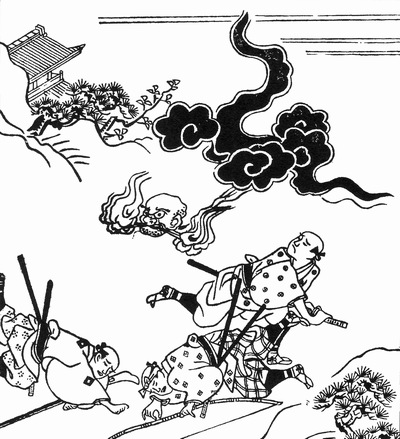
山岡元隣・著、山岡元恕・編『古今百物語評判』の油盗人

油にまつわる怪異は各地に伝承がある。江戸時代の怪談本『古今百物語評判』によれば、比叡山の全盛期に延暦寺根元中堂の油料を得て栄えていた者が、後に没落し、失意のうちに他界して以来、その家から根元中堂へ怪火が飛んでいくようになり「油盗人（あぶらぬすっと）」と呼ばれたという。噂を聞いた者がこれを仕留めようとしたところ、怒りの形相の坊主の生首が火炎を吹いていたという（画像参照）。
摂津国昆陽（現・兵庫県伊丹市）でも同様に、中山寺から油を盗んだ者の魂とされる怪火を「油返し（あぶらかえし）」といい、初夏の夜や冬の夜、昆陽池のそばにある墓から現れ、池や堤を通り、天神川から中山へ登って行くという。狐の嫁入りという説や、墓にいるオオカミが灯す火との説もある。『民間伝承』にはこの怪火の特徴について「この火は、パッ〱〱〱とつくと、オチャ〱〱〱と聲がしトボ〱〱〱とセングリ〱と後へかへらずにせいてとぼる」とある。この文の意味は専門家でも意味不明とされるが、火の中からこのような話し声が聞こえるとの解釈もある。
また新潟県南蒲原郡大面村（現・三条市）では、滝沢家という旧家で、家の者が灯油を粗末に扱うと「油なせ（あぶらなせ）」という妖怪が「油なせ」（「油を返せ」との意味）と言いながら現れたといい、村人たちは病死した滝沢家の次男が化けて出たと噂していたという。この油なせは怪火ではないが、民俗学者・柳田國男はこれを油坊に関連するものとしている。